# Még egy kört mindenkinek
A Még egy kört mindenkinek (eredeti címén: Druk, nemzetközi angol címén: Another Round) 2020-ban bemutatott tragikomédia, Thomas Vinterberg dán-svéd-norvég koprodukcióban készült nagyjátékfilmje, Mads Mikkelsen és Thomas Bo Larsen főszereplésével.
A filmet beválogatták a 2020-as cannes-i fesztivál hivatalos versenyprogramjába, de mivel az elmaradt, világpremierjére csak 2020. szeptember 12-én került sor a Torontói Nemzetközi Filmfesztiválon. A számos fesztiváldíjjal elismert alkotás 2020-ban négy Európai Filmdíjat nyert, 2021-ben két kategóriában (legjobb rendező és legjobb nemzetközi játékfilm) Oscar-díjra jelölték; ez utóbbi el is nyerte.

## Cselekmény
Az ötven körüli történelemtanár, Martin, valaha középiskolájában a legjobb pedagógusok egyike volt, ám most üresnek és kiégettnek érzi magát. Tanítványai nem sokra tartják, és az érettségi miatt aggódó szülők is próbálnak megszabadulni a motivációt vesztett tanártól. A munkahelyi problémák mellett házassága is válságban van; régóta szenvedő felesége, Anika csak a gyerekek miatt nem válik el tőle.
Egy este a korábban absztinens Martin, valamint három kollégája, Peter, Nikolaj és Tommy egy születésnapi partin vesz részt, ahol felöntenek a garatra. A beszélgetés során kiderül, mindegyikük életközépi válsággal küzd, teljes tanácstalanságban és reménytelenségben. Még félelmeik is hasonlóak. Nikolaj beszámol társainak Finn Skårderud norvég pszichiáter, pszichoterapeuta rendhagyó, homályos elméletéről, miszerint az emberek a szükségesnél sokkal kevesebb alkohollal a vérükben születnek. Ha a véralkohol szintjük 0,5 ezrelék körül lenne, az alapvetően feljavítaná teljesítményüket. Egyfajta „tudományos kísérletet” javasol barátainak: mind a négyen próbálják meg véralkohol szintjüket stabilan ezen a értéken tartani. A természetesen tudományos szigorral, folyamatos kontroll mellett, dokumentáltan végzett kísérletükkel bizonyítékokat tudnának szerezni az elmélet pszichológiai és pszichoretorikai hatásaira. Ehhez hétköznaponként este nyolcig, munkaidőben is, kis adagokban éppen csak annyi alkoholt visznek be szervezetükbe, amivel fenntarthatják a kívánt szintet, s megszabadulhatnak állandósult szorongásaiktól, ezáltal boldogabbá válnak és jobban helyt állnak a munkahelyi és a társadalmi életben.
A kísérlet első eredményei nagyon biztatóak. A négy tanár újra életerősnek érzi magát. Különösen Martin profitál a módszerből: szinte azonnal pozitív eredményeket mutat fel. Tanári teljesítménye javulni kezd és felesége, Anika legnagyobb megdöbbenésére sikerül újra kreatívvá és izgalmassá tenni az együttlétek óráit. Barátai hasonló élményekről számolnak be. Csakhogy hamarosan nyilvánvalóvá válik, hogy a négy kísérletező kedvű barát közül nem mindannyian képesek irányításuk alatt tartani az eseményeket, viszonylag gyorsan kicsúszik kezükből az irányítás és évek óta elfojtott konfliktusok törnek a felszínre. Martinnak, Peternek, Nikolajnak és Tommynak dönteniük kell: foglalkozzanak-e problémáikkal, vagy folytassák a kísérletet?

## Szereplők
- Mads Mikkelsen – Martin (Kőszegi Ákos)
- Thomas Bo Larsen – Tommy (Király Attila)
- Magnus Millang – Nikolaj (Schmied Zoltán)
- Lars Ranthe – Peter (Pusztaszeri Kornél)
- Maria Bonnevie – Anika
- Helene Reingaard Neumann – Amalie (Mezei Kitti)
- Susse Wold – Rektor (Rátonyi Hajni)
- Magnus Sjørup – Jonas
- Silas Cornelius Van – Kasper
- Albert Rudbeck Lindhardt – Sebastian
- Martin Greis-Rosenthal – Overtjener
- Frederik Winther Rasmussen – Malthe (Czető Ádám)
- Aksel Vedsegaard – Jason
- Aya Grann – Josephine
- Gustav Sigurth Jeppesen – Rasmus

## A film készítése
A film alapötletét az a színházi darab adta, amelyet Vinterberg tíz évvel korábban a bécsi Burgtheater felkérésére írt. További inspirációt Vinterberg saját lánya, Ida adta, aki a dán fiatalok iváskultúráról mesélt neki. Ida szorgalmazta, hogy Vinterberg filmesítse meg a darabot, s abban ő játssza Martin lányát. A történetet eredetileg „az alkohol ünneplésére szánták azon tézis alapján, hogy a világtörténelem más lett volna alkohol nélkül”. Négy nappal a forgatás megkezdése után Ida autóbalesetben meghalt. A tragédiát követően a forgatókönyvet úgy alakították át, hogy életigenlővé váljon: „Nem csak ivásról kell szólnia, hanem életre ébresztésről” - jelentette ki Vinterberg. Az új változatban az alkohol továbbra is fontos szerepet tölt be, azonban a dramaturgiában most már nem megoldásként, hanem katalizátorként definiálódik. A balesetet követő héten a forgatókönyvíró Tobias Lindholm dolgozott rendezőként. Vinterberget végül is lánya két hónappal korábban írt levele zökkentette ki apátiájából, amelyben rajongását fejezte ki a projekt iránt. A filmet a lány emlékének szentelték, és részben az osztályában forgatták le osztálytársaival.
A forgatásokon a színészek nem fogyasztottak alkoholt, de előtte a négy főszereplő és Vinterberg alkoholos „kiképzőtábort” tartott, ahol csupán annyit ittak, hogy elengedjék a szégyenérzetet egymás előtt és megfigyeljék mámorosságuk fokozatait. Az interneten is néztek filmeket, hogy jobban megértsék, mennyire részegedhetnek le az emberek az alkoholtól. A esésekhez kaszkadőröket alkalmaztak.

## Bemutatók
A Még egy kört mindenkinek világpremierjét a 2020-as cannes-i fesztiválon tartották volna, azonban a rendezvényt a Covid19-pandémia 	következtében hozott kormányzati korlátozások miatt törölni kellett. A fesztivál vezetésének döntése alapján a film forgalmazása során használhatja a « Cannes 2020 » címkét.
Világpremierjére végül is 2020. szeptember 12-én került sor a Torontói Nemzetközi Filmfesztiválon. Dániában 2020. szeptember 24-én a Nordisk Film forgalmazásában került a mozikba, Magyarországon a Vertigo Media Kft. tervezte november 5-én bemutatni, azonban a premiert a világjárvány miatt 2021-re kellett halasztani.
Eredményesen szerepelt 2020 szeptemberében a San Sebastián-i Nemzetközi Filmfesztiválon, ahonnan több díjakkal tért haza, majd számos sikeres fesztiválszereplés és díjazás mellett decemberben négy kiemelt Európai Filmdíjat sepert be. Elnyerte a legjobb film díjat, alkotói közül pedig Vinterberg lett a legjobb rendező, Tobias Lindholmmal együtt a legjobb forgatókönyvíró, főszereplője, Mads Mikkelsen pedig a legjobb színész.
2021-ben megnyerte a legjobb külföldi filmnek járó César-díjat. 2021. február 3-án a Hollywoodi Külföldi Tudósítók Szövetsége bejelentette, hogy a filmet jelölték Golden Globe-díjra. Dánia Vinterberger alkotását indította a legjobb nemzetközi játékfilmnek járó 2021-es Oscar-díjért folyó versenyben. A Filmakadémia 2021. március 15-én bejelentette, hogy a filmet jelölték a díjra, ezen felül pedig Vinterberget a legjobb rendezőnek. Az alkotás el is nyerte a legjobb nemzetközi játékfilm Oscar-díját.

## Díjak, elismerések
| Díj                                                          | Időpont              | Kategória                                        | Díjazott(ak)                                                  | Eredmény      | Megjegyzés    |
| ------------------------------------------------------------ | -------------------- | ------------------------------------------------ | ------------------------------------------------------------- | ------------- | ------------- |
| Adelaide-i Filmfesztivál                                     | 2020. október 25.    | Fikciós játékfilm díja                           | Még egy kört mindenkinek                                      | Jelölve       | [ 17 ]        |
| BAFTA-díj                                                    | 2021. április 11.    | Legjobb nem angol nyelvű film                    | Még egy kört mindenkinek                                      | Elnyerte      | [ 18 ]        |
| BAFTA-díj                                                    | 2021. április 11.    | Legjobb rendező                                  | Thomas Vinterberg                                             | Jelölve       | [ 18 ]        |
| BAFTA-díj                                                    | 2021. április 11.    | Legjobb eredeti forgatókönyv                     | Még egy kört mindenkinek                                      | Jelölve       | [ 18 ]        |
| BAFTA-díj                                                    | 2021. április 11.    | Legjobb férfi főszereplő                         | Mads Mikkelsen                                                | Jelölve       | [ 18 ]        |
| BFI Londoni Filmfesztivál                                    | 2020. október 18.    | Legjobb film                                     | Még egy kört mindenkinek                                      | Elnyerte      | [ 19 ]        |
| César-díj                                                    | 2021. március 12.    | Legjobb külföldi film                            | Még egy kört mindenkinek                                      | Elnyerte      | [ 14 ]        |
| Chicagoi Filmkritikusok Szövetségének díja                   | 2020. december 21.   | Legjobb idegen nyelvű film                       | Még egy kört mindenkinek                                      | Elnyerte      | [ 20 ]        |
| Európai Filmdíj                                              | 2020. december 12.   | Legjobb film                                     | Még egy kört mindenkinek                                      | Elnyerte      | [ 21 ]        |
| Európai Filmdíj                                              | 2020. december 12.   | Legjobb rendező                                  | Thomas Vinterberg                                             | Elnyerte      | [ 21 ]        |
| Európai Filmdíj                                              | 2020. december 12.   | Legjobb forgatókönyvíró                          | Thomas Vinterberg, Tobias Lindholm                            | Elnyerte      | [ 21 ]        |
| Európai Filmdíj                                              | 2020. december 12.   | Legjobb színész                                  | Mads Mikkelsen                                                | Elnyerte      | [ 21 ]        |
| Európai Filmdíj                                              | 2020. december 12.   | Európai Egyetemi Filmdíj                         | Még egy kört mindenkinek                                      | Jelölve       | [ 21 ]        |
| Európai Filmdíj                                              | 2021. június 9.      | LUX – a legjobb filmnek járó európai közönségdíj | Még egy kört mindenkinek                                      | Jelölve       | [ 22 ]        |
| Észak-Karolinai Filmkritikusok Egyesületének díja            | 2021. január 4.      | Legjobb idegen nyelvű film                       | Még egy kört mindenkinek                                      | Elnyerte      | [ 23 ]        |
| Genti Nemzetközi Filmfesztivál                               | 2020. október 24.    | Vászon közönségdíj                               | Még egy kört mindenkinek                                      | Elnyerte      | [ 24 ]        |
| Golden Globe-díj                                             | 2021. február 28.    | Legjobb idegen nyelvű film                       | Még egy kört mindenkinek                                      | Jelölve       | [ 25 ]        |
| Greater Western New York-i Filmkritikusok Egyesületének díja | 2020. december 31.   | Legjobb idegen nyelvű film                       | Még egy kört mindenkinek                                      | Jelölve       | [ 26 ]        |
| Indianai Filmújságírók Egyesületének díja                    | 2020. december 21.   | Legjobb idegen nyelvű film                       | Még egy kört mindenkinek                                      | Elnyerte      | [ 27 ] [ 28 ] |
| Indianai Filmújságírók Egyesületének díja                    | 2020. december 21.   | Legjobb színész                                  | Mads Mikkelsen                                                | Jelölve       | [ 27 ] [ 28 ] |
| Houstoni Filmkritikusok Társaságának díja                    | 2021. január 18.     | Legjobb idegen nyelvű film                       | Még egy kört mindenkinek                                      | Jelölve       | [ 29 ]        |
| IndieWire kritikusainak szavazása                            | 2020 december 14.    | Legjobb nemzetközi film                          | Még egy kört mindenkinek                                      | Harmadik hely | [ 30 ]        |
| IndieWire kritikusainak szavazása                            | 2020 december 14.    | Legjobb alakítás                                 | Mads Mikkelsen                                                | Tizedik hely  | [ 30 ]        |
| Londoni Filmkritikusok Körének díja                          | 2021. február 7.     | Az év idegen nyelvű filmje                       | Még egy kört mindenkinek                                      | Elnyerte      | [ 31 ]        |
| Music City Filmkritikusok Egyesületének díja                 | 2021. január 12.     | Legjobb idegen nyelvű film                       | Még egy kört mindenkinek                                      | Elnyerte      | [ 32 ]        |
| Női Filmújságírók Egyesületének díja                         | 2021. január 4.      | Legjobb nem angol nyelvű film                    | Még egy kört mindenkinek                                      | Elnyerte      | [ 33 ]        |
| Online Filmkritikusok Társaságának díja                      | 2021. január 25.     | Legjobb nem angol nyelvű film                    | Még egy kört mindenkinek                                      | Jelölve       | [ 34 ]        |
| Oscar-díj                                                    | 2021. április 25.    | Legjobb nemzetközi játékfilm                     | Még egy kört mindenkinek                                      | Elnyerte      | [ 1 ] [ 2 ]   |
| Oscar-díj                                                    | 2021. április 25.    | Legjobb rendező                                  | Thomas Vinterberg                                             | Jelölve       | [ 1 ] [ 2 ]   |
| Robert-díj                                                   | 2021. február 7.     | Az év játékfilmje                                | Még egy kört mindenkinek                                      | Elnyerte      | [ 36 ]        |
| Robert-díj                                                   | 2021. február 7.     | Az év rendezője                                  | Thomas Vinterberg                                             | Elnyerte      | [ 36 ]        |
| Robert-díj                                                   | 2021. február 7.     | Az év forgatókönyvírója                          | Thomas Vinterberg, Tobias Lindholm                            | Elnyerte      | [ 36 ]        |
| Robert-díj                                                   | 2021. február 7.     | Az év férfi főszereplője                         | Mads Mikkelsen                                                | Elnyerte      | [ 36 ]        |
| Robert-díj                                                   | 2021. február 7.     | Az év vágója                                     | Janus Billeskov Jansen, Anne Østerud                          | Elnyerte      | [ 36 ]        |
| San Diegó-i Filmkritikusok Társaságának díja                 | 2021. január 11.     | Legjobb idegen nyelvű film                       | Még egy kört mindenkinek                                      | Jelölve       | [ 37 ] [ 38 ] |
| San Francisco-öböl Környéki Filmkritikusok Körének díja      | 2021. január 18.     | Legjobb idegen nyelvű film                       | Még egy kört mindenkinek                                      | Elnyerte      | [ 39 ]        |
| San Sebastián-i Nemzetközi Filmfesztivál                     | 2020. szeptember 26. | Ezüst Kagyló a legjobb színésznek                | Mads Mikkelsen, Thomas Bo Larsen, Magnus Millang, Lars Ranthe | Elnyerte      | [ 40 ]        |
| San Sebastián-i Nemzetközi Filmfesztivál                     | 2020. szeptember 26. | A Filmfesztivál szaksajtó-díja                   | Még egy kört mindenkinek                                      | Elnyerte      | [ 41 ]        |
| San Sebastián-i Nemzetközi Filmfesztivál                     | 2020. szeptember 26. | SIGNIS díja                                      | Thomas Vinterberg                                             | Elnyerte      | [ 43 ]        |
| San Sebastián-i Nemzetközi Filmfesztivál                     | 2020. szeptember 26. | Arany Kagyló                                     | Thomas Vinterberg                                             | Jelölve       |               |
| San Sebastián-i Nemzetközi Filmfesztivál                     | 2020. szeptember 26. | Ezüst Kagyló a legjobb rendezőnek                | Thomas Vinterberg                                             | Jelölve       |               |
| St. Louis-i Filmkritikusok Egyesületének díja                | 2021. január 17.     | Legjobb külföldi film                            | Még egy kört mindenkinek                                      | Elnyerte      | [ 44 ]        |